# Ga Guksu
Ga Guksu là ga trên Tuyến Jungang, nằm ở huyện Yangpyeong. Nhà ga này từng ga ga cưới phía Tây của Tuyến Jungang. Tuyến này được mở rộng đến Ga Yongmun theo hướng Tây.

## Bố trí ga
| ↑ Sinwon        |
| ４３ \| ２１ \| |
| Asin ↓          |

| 1·2 | ● Tuyến Gyeongui–Jungang | → Hướng đi Jipyeong → |
| 3·4 | ● Tuyến Gyeongui–Jungang | ← Hướng đi Munsan     |